# Acrogalumna monttensis
Acrogalumna monttensis är en kvalsterart som beskrevs av Hammer 1972. Acrogalumna monttensis ingår i släktet Acrogalumna och familjen Galumnidae. Inga underarter finns listade i Catalogue of Life.